# Шишлі — Меджидієкьой (станція метро)
41°03′52″ пн. ш. 28°59′33″ сх. д. / 41.064362741904° пн. ш. 28.992563269634° сх. д.
Шишлі-Меджидиєкьой (тур. Şişli-Mecidiyeköy) — проміжна станція лінії М2 та M7 Стамбульського метрополітену. Відкрита 16 вересня 2000
Трафік лінії М7 відкрито 28 жовтня 2020. 
Розташована у центральній частині району Шишлі під авеню Бююкдере. Вихід на майдан Меджидиєкьой, Ортаклар авеню і торговельний центр Джевахір.
Конструкція — трипрогінна станція мілкого закладення з однією острівною платформою
Пересадки
- Метробус: 34, 34A, 34G, 34AS, 34BZ
- Автобуси[2]: 25G, 27T, 29Ş, 30A, 30M, 32M, 33M, 33TM, 36EM, 36M, 41AT, 46Ç, 46E, 46H, 46KT, 46T, 48, 48F, 48H, 48N, 48S, 49, 49A, 49B, 49G, 49GB, 49K, 49M, 49Y, 54Ç, 54E, 54HŞ, 54K, 54ÖR, 54P, 54T, 55, 59A, 59B, 59CH, 59K, 59N, 59R, 59S, 59UÇ, 64Ç, 65G, 66, 66G, 69A, 75O, 74, 74A, 77, 77A, 78BE, 78M, 79KM, 79M, 92M, 92Ş, 93M, 97BM, 97M, 121A, 121B, 121BS, 122B, 122C, 122D, 122M, 122Y, 141A, 141M, 146E, 146M, 202, 251, 252, 256, 336M, 500A, 522, 522ST, 622, DT1, DT2, E-58, H2
- Маршрутки: Шишхане-Шишлі, Шишлі-Башак Конутлари, Шишлі-Гьоктюрк, Шишлі-Гюзелтепе, Шишлі-Імар Блоклари, Шишлі-Віаланд, Шишлі-Ях'я Кемал, Шишлі-Юнус Емре Мах., Шишлі-Зінджирдере

| Попередня станція   | Лінія | Лінія                           | Лінія | Наступна станція         |
| ------------------- | ----- | ------------------------------- | ----- | ------------------------ |
| Османбей до Єнікапи |       | M2 (Стамбульський метрополітен) |       | Гайреттепе до Хаджиосман |
| Фулья до Їлдиз      |       | M7 (Стамбульський метрополітен) |       | Чаглаян до Махмутбей     |